# Hanada Shounen-Shi
Hanada Shonen Shi (яп. 花田少年史 Ханада Сёнэн Си, «История юного Ханады») — манга, аниме-сериал и полнометражный фильм.
Сюжет рассказывает о мальчике-хулигане, который после травмы головы начинает видеть призраков. Призраки просят Итиро выполнить задания, которые позволяет им обрести покой. Итиро не любит трудиться, и призракам приходится его заставлять. События разворачиваются в сельской местности Японии 1970-х годов.
В 1995 году оригинальная манга была удостоена премии манги Коданся в категории Best General Manga.
4 декабря 2003 года аниме получило главную премию ТВ Asia Television, в категории Лучший анимационный художественный фильм.

## Сюжет
Действие происходит в 1970-х годах, в провинциальной японской деревне. Убегая от матери, ругавшей за озорство, непослушный мальчик Итиро Ханада выскакивает на дорогу, где его сбивает машина. Чудом выжив, он получает 9 стежков на затылке и с тех пор может видеть призраков и общаться с ними. Итиро боится призраков и не хочет с ними общаться, но у призраков есть потребности, и они начинают выдвигать необоснованные с точки зрения Итиро требования, выполнение которых позволит им обрести покой.

## Персонажи
- Итиро Ханада (яп. 花田 一路 Ханада Итиро) — главный герой, ученик 3-го класса начальной школы. Знаменитый в округе неслух, который плохо учится, но любит хорошо поесть и мечтает о цветном телевизоре. Широко известен в деревне за свои проделки и гадости. Докучает своей матери, дразнит сестру, и всегда после этого, если не успеет сбежать, то получает сильные шлепки по попе. Ночью писает из окна, так как боится ходить ночью в туалет, веря, что там его будут пугать привидения. После автомобильной аварии Итиро начинает видеть призраков и может говорить с ними. Сначала боялся их, но после стал привыкать. В результате многие духи, узнав о новой способности Итиро, стали обращаться к нему с разными просьбами, чтобы уйти из этого мира в покое. Практически во всех случаях Итиро не желает помогать духам, но изредка проникается сочувствуем, а в остальных случаях, духи либо шантажируют, либо запугивают мальчика. Позже духи могут временно овладевать телом Итиро. После аварии, волосы на голове у Итиро перестали расти.

Сэйю: Мотоко Кумай
- Хисаэ Ханада (яп. 花田 寿枝 Ханада Хисаэ) — мать, занимается домашним хозяйством. Всё время кричит на сына и после очередной проделки отшлёпывает его по попе или бьёт по голове, что никогда не даёт положительных результатов. Упорно не верит в существование духов, будучи уверенной, что сын бесконечно врёт, чтобы оправдываться.

Сэйю: Маюми Танака
- Дайдзиро Ханада (яп. 花田 大路郎 Ханада Дайдзиро:) — отец, работает плотником, любит саке. Всё время в пьяном состоянии. Итиро боится его больше, чем мать. Любит выкидывать глупые и иногда пошлые шутки с дедом.

Сэйю: Кадзуко Яо
- Токуко Ханада (яп. 花田 徳子 Ханада Токуко) — старшая сестра, учится в одной школе с Итиро. Она гораздо послушнее Итиро, но любит его дразнить и унижать, что тот делает тоже в ответ. Также Итиро всё время обзывает Токуко «Дэбусуман», что является игрой японских слов «страшный» и «толстый». Когда её ругают из-за бурную реакцию за проделки Итиро, та сильно обижается.

Сэйю: Дзюнко Такэути
- Токудзиро Ханада (яп. 花田 徳路郎 Ханада Токудзиро:) — дедушка, ветеран войны, 78 лет. Не имеет собственной челюсти. Любит с отцом выкидывать глупые шутки.

Сэйю: Нати Нодзава
- Мураками Сота (яп. 村上 壮太 Мураками Со:та) — друг и одноклассник Итиро. В отличие от Итиро он пай-мальчик и боится всего. Но при этом становится свидетелем проделок Итиро. Его отец умер, когда тот ещё был совсем маленьким. Но он несколько раз увидел отца, когда тот вселился в тело Итиро и принял форму ребёнка-ровесника. Его мать выходит замуж за аптекаря.
- Кэй-тян — дочь аптекаря, за которого вышла замуж мать Соты. Очень грубая девочка, которая быстро выходит из себя и склонна хамить отцу. Очень расстроена, что её мать бросила семью и саму Кэй-тян. Она при людно сказала, что ей противнo, что она будет жить с женщиной, которая родила сопляка-Соту. В результате Сота, решил не признавать отца Кэй, не зная, что ответить, так как не желал травмировать маму. Так отношения между мамой Соты и отцом Кэя стали ухудшатся, но позже Кэй признаётся, что не считает маму Соты плохой, просто сказала друзьям плохие слова, чтобы «защитится от сплетен». В результате она начинает жить в одном доме с Сотой.

Сэйю: Хоко Кувасима
- Мадам Катрин — дух, при жизни была фальшивой гадалкой и развела множество людей на деньги и некоторых разрушила жизнь. Она должна была попасть в ад и попросила Итиро помочь ей, исправить ситуацию у тех людей, чью карму она им испортила. После смерти, Катрин действительно получила способность предсказывать будущее. По природе своей очень хитрая и злая. Однако в отличие от других духов, она не хочет уходить на тот свет, таким образом оставаясь на земле по собственной воле. Позже периодически появляется, предупреждая Итиро о грядущей опасности.